# Куп Мађарске у фудбалу 2000/01.
Куп Мађарске у фудбалу 2000/01. (мађ. 2000–2001-оs magyar labdarúgókupa) је било 61. издање серије, на којој је екипа Дебрецин ВШК тријумфовала по 2. пут.

## Четвртфинале[3]
| Тим #1       | Резултат             | Тим #2        |
| ------------ | -------------------- | ------------- |
| 2001.        |                      |               |
| ФК БКВ Елере | 2 : 1                | ФК Солнок МАВ |
| 2001.        |                      |               |
| ФК Вашаш     | 0 : 2                | Видеотон      |
| 2001.        |                      |               |
| Ломбард      | 1 : 0                | МТК Хунгарија |
| 2001.        |                      |               |
| Дебрецин ВШК | 2 : 2 (4 : 2) п.с.н. | ФК Ујпешт     |

## Полуфинале
| Тим #1       | Резултат | Тим #2       |
| ------------ | -------- | ------------ |
| 2001.        |          |              |
| Дебрецин ВШК | 2 : 0    | Ломбард      |
| 2001.        |          |              |
| Видеотон     | 1 : 0    | ФК БКВ Елере |

## Финале
| Дебрецин ВШК                                                                       | 5 : 2    | Видеотон                       |
| ---------------------------------------------------------------------------------- | -------- | ------------------------------ |
| Чаба Сатмари 39’ · Жомбор Керекеш 47’ · Петер Бајзат 65’, 84’ · Золтан Улвецки 79’ | Извештај | Жулињо 78’ · Залан Зомбори 92’ |